# Super Street Fighter II Turbo
Super Street Fighter II Turbo, i Japan utgivet som Super Street Fighter II X: Grand Master Challenge (スーパーストリートファイターII X -Grand Master Challenge-?), är ett man mot man-fightingspel först utgivet av Capcom som arkadspel den 23 februari 1994 och senare porterat till olika hemkonsoler.
Spelet innehåller flera specialattacker och kombinationer, samt den dolda figuren Akuma.

### Fotnoter
1. ↑  ”Super Street Fighter II Turbo” (på engelska). Mobygames. 12 mars 1994. http://www.mobygames.com/game/super-street-fighter-ii-turbo. Läst 13 juni 2014.